# Марк-Вів'єн Фое
Марк-Вів'єн Фое (фр. Marc-Vivien Foé, нар. 1 травня 1975, Яунде — пом. 26 червня 2003, Ліон, Франція) — колишній камерунський футболіст, півзахисник.

## Клубна кар'єра
У дорослому футболі дебютував 1991 року виступами за команду клубу «Канон Яунде», в якій провів три сезони.
Своєю грою за цю команду привернув увагу представників тренерського штабу клубу «Ланс», до складу якого приєднався 1994 року. Відіграв за команду з Ланса наступні чотири сезони своєї ігрової кар'єри. Більшість часу, проведеного у складі «Ланса», був основним гравцем команди. За цей час виборов титул чемпіона Франції.
Протягом 1998–2000 років захищав кольори команди клубу «Вест Хем Юнайтед». За цей час додав до переліку своїх трофеїв титул володаря Кубка Інтертото.
У 2000 році уклав контракт з клубом «Олімпік» (Ліон), у складі якого провів наступні два роки своєї кар'єри гравця. Граючи у складі ліонського «Олімпіка» також здебільшого виходив на поле в основному складі команди. За цей час додав до переліку своїх трофеїв ще один титул чемпіона Франції, ставав володарем Кубка французької ліги.
2002 року перейшов на умовах оренди до англійського «Манчестер Сіті», кольори якого захищав до передчасної смерті у 2003.

## Виступи за збірну
У 1993 році дебютував в офіційних матчах у складі національної збірної Камеруну. Протягом кар'єри у національній команді, яка тривала 11 років, провів у формі головної команди країни 64 матчі, забивши 8 голів.
У складі збірної був учасником чемпіонату світу 1994 року у США, чемпіонату світу 2002 року в Японії і Південній Кореї, розіграшу Кубка Конфедерацій 2001 року в Японії і Південній Кореї, розіграшу Кубка Конфедерацій 2003 року у Франції, де разом з командою здобув «срібло», чемпіонату КАФ 1996 року у ПАР, чемпіонату КАФ 1998 року у Буркіна Фасо, чемпіонату КАФ 2000 року у Гані та Нігерії, здобувши того року титул континентального чемпіона, чемпіонату КАФ 2002 року у Малі, здобувши того року титул континентального чемпіона.

## Смерть і вшанування пам'яті
Помер 26 червня 2003 року на 29-му році життя в Ліоні під час півфінального матчу Кубка конфедерацій, внаслідок серцевого нападу.
Згодом відразу два колишні клуби камерунця — французькі «Ланс» і «Олімпік» (Ліон) — довічно закріпили за ним 17-й ігровий номер, під яким він грав у їх складі. Щоправда в сезоні 2008—2009 цей номер у складі ліонської команди отримав співвітчизник Фое Жан Макун.

## Титули і досягнення
- Чемпіон Франції (2):

«Ланс»: 1997-98
«Олімпік» (Ліон): 2001-02
- Володар Кубка французької ліги (1):

«Олімпік» (Ліон): 2000-01
- Володар Кубка Інтертото (1):

«Вест Гем Юнайтед»: 1999
- Переможець Кубка африканських націй: 2000, 2002